# Dent de Jaman
La Dent de Jaman (1.875 m s.l.m.) è  una montagna delle Prealpi di Vaud e Friburgo nelle Prealpi Svizzere. Si trova nel Canton Vaud a nord delle Rochers de Naye e nei pressi di Montreux.

## Descrizione
Si presenta con contorni atipici rispetto alla zona prealpina dove si trova.